# 変形性関節症
変形性関節症（へんけいせいかんせつしょう）とは、関節が変形することによって起こる。加齢や膝の使いすぎで関節が痛むと理解されている。発症する代表的な関節は、膝関節（変形性膝関節症）、股関節、足関節などで、体重負荷のかかる関節に多く発生する。肩関節、肘関節、手関節、手指関節、脊椎椎間関節にも発症し、痛みが生じる。
老化などが原因で発症するものを1次性関節症、外傷や病気などが原因で発症するものを2次性関節症とも言う。

## 鑑別診断
鑑別診断が必要な疾患として、関節リウマチがある。初見の違いとしては関節リウマチではPIP関節が高頻度で侵され、DIP関節が侵されることは稀であるが、変形性関節症はDIP関節が高頻度で侵される。また関節リウマチは全身炎症のためCRP(+)となるが、変形性関節症は局所の炎症のためCRPは上昇しない。

## 栄養補助食品
サプリメントのメタアナリシスでは、証拠の質は低いが、コラーゲン加水分解物、パッションフルーツ果皮抽出物、クルクマロンガ抽出物、ボスウェリアセラタ抽出物、クルクミン、ピクノジェノール、L-カルニチンが疼痛の緩和のために効果量0.8以上と大きな有効性を示していた。以下は統計的に有意な差を示してはいるものの、臨床的に意味のない治療効果であった、コンドロイチン（効果量0.3）、グルコサミン、未変性II 型コラーゲン、アボカド大豆不けん化物、メチルスルホニルメタン、ジアセレイン。

## 研究
抗炎症薬のコルヒチンが、膝関節や股関節の人工関節置換術が必要となる状態を遅らせるのに役立つ可能性があるとする研究結果を、シント・マールテン・クリニック（オランダ）のMichelle Heijman氏らが発表。